# Bartosz M. Kowalski
Bartosz M. Kowalski (ur. 23 grudnia 1984 w Gdyni) – polski reżyser i scenarzysta filmowy, specjalizujący się w kinie gatunkowym, zwłaszcza thrillerach i horrorach.
Absolwent szkół filmowych w Paryżu i Los Angeles. Jego pełnometrażowym debiutem był film dokumentalny Moja Wola (2012), opowiadający o dwóch przyjaciołach z warszawskiej Woli próbujących wyrwać się z biedy i ułożyć sobie życie.
Autor takich filmów fabularnych, jak m.in. Plac zabaw (2016), W lesie dziś nie zaśnie nikt (2020), W lesie dziś nie zaśnie nikt 2 (2021), Ostatnia wieczerza (2022), Cisza nocna (2024) czy 13 dni do wakacji (2025).